# Burg Reichenstein (Elsass)
Die Burg Reichenstein (französisch Château de Reichenstein) ist eine bei Riquewihr im Elsass gelegene Ruine einer Hangburg. Sie liegt auf 425 Höhenmetern am Nordosthang des Sembachtales im Herrenwald 40 Meter über der Talsohle.

## Geschichte
Die Burg wird erstmals 1255 im Besitz der Herren von Reichenstein erwähnt. Im Jahr 1269 bemächtigen sich die Brüder Giselin der Burg, woraufhin Rudolf I. von Habsburg und die Colmarer sie einnehmen. Die angetroffenen Insassen sollen teils gehängt, teils geköpft worden sein. Beim Basler Erdbeben 1356 wird die Burg stark beschädigt. 1457 wird Burg Reichenstein von Graf Ludwig von Württemberg als Lehen an die Herren von Reichenstein vergeben. Dies ist bis mindestens 1559 der Fall, kurz vor dem Jahr 1575 sterben die Reichensteiner aus.

## Beschreibung
Die Ruine besteht einzig aus einem fünfeckigen, noch etwa 15 Meter hohen Bergfried, der in moyen appareil aufgebaut ist, mit Hocheingang und ist von einem tiefen Halsgraben umgeben. Am Fuße des Bergfrieds haben Raubgräber im 19. Jahrhundert zwei große Löcher im Mauerwerk hinterlassen. Im Nordosten des Bergfrieds befindet sich eine kleine Freifläche, auf der möglicherweise einst weitere Gebäude standen.
Die Burganlage steht seit 7. Dezember 1990 als Monument historique unter Denkmalschutz.